# 文化剝奪
文化剝奪（英語：cultural deprivation）又稱文化貧乏，是指某一族群可能是因為教育或價值觀，而缺少能夠在教育制度中取得成功的適當語言和知識，導致其被局限於低認知可塑性狀態的過程。文化剝奪理論認為，一個人之所以在社會上無法獲得成功，很大的原因來自於他來自的環境缺乏相關的資源和協助；因此，文化剝奪觀學者在面對社會問題時，常常會選擇以補救教學、協助計畫的方式，讓「被剝奪者」獲得提升主流社會價值的機會。

## 歷史
文化剝奪理論流行於1960和1970年代的美國和今日的台灣教育；當時的常見認知為，工人階級之所以缺乏向上階級流動的動力，是源自於其生長過程中，缺乏家庭、社區的資源和照顧的原因。到了近日，文化剝奪的觀點在已受到多方的挑戰，反對者認為文化剝奪理論是在「譴責受害者」，將下層階級的失敗歸咎於其自身的不足。與文化剝奪相對的概念是「文化差異」，該理論認為，社會上的不平等也有可能肇因於先天文化上的差異，亦即某一特定族群的次文化先天上就和主流文化不同，所以才會導致其在社會上的地位難以改變。